# Monozyten-Aktivierungs-Test
Der Monozyten-Aktivierungs-Test (MAT) dient dem Nachweis fiebererregender Stoffe in Arzneimitteln.
Der Test simuliert eine natürliche Immunantwort auf eine durch ein Pyrogen verursachte Fieberreaktion. Für den Test wird menschliches Vollblut verwendet. Der Test ohne Tierversuche bietet somit die Möglichkeit, neben Pyrogenen und Endotoxinen weitere fieberauslösende Substanzen zu finden.
2010 wurde der MAT in das Europäische Arzneibuch als MAT-Monographie 2.6.30 aufgenommen und zwei Jahre später von der Food and Drug Administration für die USA freigegeben.